# Anna Ngo Ndjock
Anna Sara Ngo Ndjock est une joueuse franco-camerounaise de basket-ball, née le 14 janvier 1999 à Yaoundé. Elle représente la France dans les compétitions internationales.

## Biographie

### Carrière en club
Anna Ngo Ndjock est formée à Saint-Amand où elle évolue de 2016 à 2018. Elle joue ensuite en LF2 à l'Union féminine Angers Basket 49 lors de la saison 2019-2020, conclue sur une accession en LFB. Elle joue ensuite deux saisons à La Tronche-Meylan en LF2. En 2022, elle rejoint le club de LFB du  Landerneau Bretagne Basket.

### Carrière en sélection
Elle obtient la médaille d'argent aux Jeux méditerranéens de 2022 à Oran avant d'être sacrée championne du monde avec l'équipe de France 3×3 des moins de 23 ans en 2022 ; elle est d'ailleurs nommée MVP de cette Coupe du monde.
Avec l'équipe de France féminine de basket-ball à trois, elle remporte la médaille d'argent lors des Jeux européens de 2023 à Cracovie.